# Miss Révolution
Pour plus de détails, voir Fiche technique et Distribution.
Miss Révolution (Misbehaviour) est un film britannique réalisé par Philippa Lowthorpe, sorti en 2020.

## Synopsis
Dans les années 1960 au Royaume-Uni, le concours de Miss Monde est regardé partout dans le monde. En 1970, le MLF (Mouvement de libération des Femmes) arrive en plein direct du concours ce qui perturbera pour toujours l'histoire du concours Miss Monde.

## Fiche technique
- Titre original : Misbehaviour
- Titre français : Miss Révolution
- Réalisation : Philippa Lowthorpe
- Scénario : Rebecca Frayn et Gaby Chiappe
- Photographie : Zac Nicholson
- Musique : Dickon Hinchliffe
- Pays d'origine : États-Unis
- Format : Couleurs - 2,35:1
- Genre : comédie dramatique et historique
- Date de sortie : 2020

## Distribution
- Keira Knightley (VQ : Karine Vanasse) : Sally Alexander
- Gugu Mbatha-Raw (VQ : Pascale Montreuil) : Jennifer Hosten - Miss Grenade
- Greg Kinnear (VQ : Tristan Harvey) : Bob Hope
- Jessie Buckley (VQ : Véronique Marchand) : Jo Robinson
- Lesley Manville (VQ : Patricia Tulasne) : Dolores Hope
- Keeley Hawes (VQ : Hélène Mondoux) : Julia Morley
- Rhys Ifans (VQ : Benoît Rousseau) : Eric Morley
- John Sackville : Robin Day
- Suki Waterhouse : Sandra Wolsfeld - Miss USA
- Clara Rosager : Maj Christel Johansson - Miss Suède
- Emma Corrin : Jillian Jessup - Miss Afrique du Sud
- Loreece Harrison (VQ : Marie-Evelyne Lessard) : Pearl Jansen - Miss Sud de l'Afrique
- Delly Allen : Georgina Rizk - Miss Liban
- Phyllis Logan (VQ : Johanne Garneau) : Evelyn Alexander
- Ruby Bentall (VQ : Aurélie Morgane) : Sarah
- Rupert Vansittart : Lord Bly
- Jennifer Hosten : elle-même
- Pearl Jansen : elle-même